# Kazungula
Kazungula je majhno obmejno mesto v Zambiji, ki leži na severnem bregu reke Zambezi, približno 70 kilometrov zahodno od Livingstona na cesti M10.
V Kazunguli se ozemlja štirih držav (Zambije, Bocvane, Zimbabveja in Namibije) skoraj srečajo na kvadripointu. Zdaj je dogovorjeno, da mednarodne meje vsebujejo dve tromeji, ki ju povezuje kratka črta, dolga približno 150 metrov, ki tvori mejo med Zambijo in Bocvano, ki jo zdaj prečka most Kazungula. Zaradi nenehno spreminjajočih se rečnih korit in pomanjkanja kakršnih koli sporazumov, ki bi obravnavali to vprašanje pred letom 2000, je bila v preteklosti nekaj negotovosti glede tega, ali kvadripoint pravno obstaja ali ne. Tako si Bocvana in Zambija delita mejo, dolgo približno 150 metrov, na sotočju reke Chobe in reke Zambezi, med otokom Impalila, skrajnim vrhom namibijskega Caprivijevega pasu in Zimbabvejem.
Reka Chobe, ki deli Namibijo in Bocvano, se izliva v Zambezi blizu Kazungule. Kazungula je pomembna trgovska destinacija za Zambijo in Bocvano.

## Promet
Most Kazungula je cestni in železniški most čez reko Zambezi med državama Zambijo in Bocvano pri Kazunguli. Most je bil odprt za promet 10. maja 2021 in je nadomestil trajekt Kazungula. Most prečka 400 m široko reko Zambezi do istoimenske vasi Kazungula v Bocvani, 8 km vzhodno od mesta Kasane; bil je eden največjih trajektov v regiji z nosilnostjo 70 ton.
Most, širok 923 x 18,5 metra, ima najdaljši razpon 129 metrov in povezuje mesto Kazungula v Zambiji z Bocvano. Ukrivljen je, da se izogne bližnji meji Zimbabveja in Namibije. Most ima enosmerno železniško progo med dvema prometnima pasovoma in pločnike za pešce.
Med gradnjo mostu Kazungula je Zimbabve oporekal obstoju neposredne meje med Bocvano in Zambijo. Zimbabve je trdil, da Bocvana in Zambija nimata neposredne meje, temveč da je meja dejansko med Zimbabvejem in Namibijo. Kar je Bocvana trdila, da je njeno ozemlje, ki prečka Zambezi, je bilo v resnici Zimbabvejevo ozemlje in da bi to lahko privedlo do vojne. Aprila 2014 so takratnega zimbabvejskega ministra za promet Oberta Mpofuja v parlamentu vprašali o mostu Kazungula, ki ga gradita Bocvana in Zambija. Odgovoril je: »Torej, stališče vlade je, da med Bocvano in Zambijo ni neposredne meje. Če je treba na tem območju zgraditi most, bo moral potekati skozi Zimbabve, zato je prišlo do zastoja.«
Bocvana in Zambija sta se, ko sta spoznali svojo napako, vrnili k risalni deski. Zaprosili sta za dovoljenje Namibijo za uporabo njenega ozemlja, Namibija pa se je strinjala. Most Kazungula je bil nato preoblikovan tako, da je kriv, da se je izognil zimbabvejskemu ozemlju. To je septembra 2014 potrdil takratni bocvanski minister za promet in komunikacije Nonofo Molefi: »Obrnili smo se na Namibijo in jo prosili, da most poteka skozi njihovo ozemlje, in strinjali so se.«
Kazungula leži le 2 km od ceste Livingstone-Sesheke (cesta M10), ki se proti zahodu povezuje z mostom Katima Mulilo, ki povezuje Zambijo in Namibijo.
Mejni prehod med Zimbabvejem in Bocvano, 4,5 km (po cesti) jugovzhodno od mostu Kazungula, se imenuje tudi Kazungula; to je najneposrednejša pot, ki vodi do Viktorijinih slapov.

## Uprava
Kazungula je bila septembra 1998 povzdignjena v okrožje. Vladni oddelki, paradržavne organizacije in nevladne organizacije tam delujejo na področju kmetijstva, gozdarstva in ribištva. Delujejo naslednji vladni in vladni oddelki: svet, izobraževanje, zdravstvo, policija, nacionalna registracija, priseljevanje, socialno varstvo, razvoj skupnosti in ZESCO.
Okrožje pokriva ena parlamentarna volilna enota in štirinajst političnih okrajev, ki vključujejo Sikaunzwe, Sekute, Nwezi, Moomba, Nyawa, Nuba, Kauwe in Chooma. Tradicionalno je okrožje razdeljeno na pet poglavarstev, in sicer poglavar Sekute, poglavar Nyawa, poglavar Musokotwane, poglavar Mukuni in poglavar Moomba. Glavna plemena v okrožju so Toka Laya, Nkoya, Lozi in Tonga.

## Lokalno gospodarstvo
Večina (66 %) prebivalstva v Kazunguli ne prejema nobenega dohodka (CSO 2010). Največje panoge so kmečko/samooskrbno kmetovanje, čezmejna trgovina in ribolov. Glavni gospodarski sektorji v Kazunguli so kmetijstvo, proizvodnja, trgovina in turizem.
Za neformalni sektor so značilni trgovina z ribami, trgovina z rabljenimi in novimi oblačili in obutvijo, ribolov v majhnem obsegu, trgovina z zelenjavo in drugimi živili, varjenje piva, tesarstvo, proizvodnja in prodaja tradicionalnih ročnih izdelkov, trgovina z živili, restavracije, bari ter kurjenje in prodaja oglja. Glavna dejavnost v sekundarnem sektorju je proizvodnja električne energije v soteski Batoka v okrožju Mukuni. Druge dejavnosti sekundarnega sektorja, ki so manj gospodarsko pomembne, so proizvodnja lesa in tesarstvo.

### Kmetijstvo
Trenutno je v okrožju malo komercialnih kmetov. Večina kmetijskih skupnosti v okrožju spada v kategorijo malega kmetijstva. Obstaja 10.522 malih kmetov, ki kmetujejo s široko paleto poljščin, kot so koruza, sirek, proso, arašidi in bombaž. Nekateri kmetje so povečali svoja polja in postali srednje veliki kmetje. Pridelki, ki jih ti kmetje gojijo, vključujejo, vendar niso omejeni na, koruzo, sirek, proso, arašide, bombaž, kasavo in zelenjavo. Živinoreja v okrožju Kazungula se izvaja v majhnem obsegu s tradicionalnim pašništvom. V okrožju Kazungula se redijo številne vrste živine, med drugim pa so med drugim govedo, koze, ovce, osli, perutnina in prašiči.

### Voda in sanitarije
Na področju sanitarij so izboljšave v okviru oskrbe z vodo in sanitarij v mestih in primestnih območjih raznolike in zajemajo področja ravnanja s trdnimi odpadki in vzdrževanja sistemov oskrbe z vodo. Na področju gradnje in sanacije vrtin je bil dosežen napredek, saj je bilo leta 2016 zgrajenih 30 novih vrtin in saniranih 32 vrtin. Kazungula ima 380 obstoječih vodovodnih točk, ki delujejo, čeprav je pokritost z oskrbo z vodo in sanitarnimi storitvami še vedno zelo nizka. Večina mestnega prebivalstva se zanaša na sisteme na kraju samem.

### Energija
V okrožju ni bencinskih črpalk. Lesno gorivo (drva in oglje) ostaja prevladujoči vir energije v okrožju in predstavlja skoraj 80 odstotkov celotne porabe energije. Drva pretežno porabljajo podeželska gospodinjstva, medtem ko je oglje glavni vir energije za mestna gospodinjstva. Letna izguba gozdnega pokrova je bila ocenjena na 1,2 % zaradi krčenja zemljišč za kmetijsko rabo in ne za energetske namene.